# Noch hier – Was ich noch singen wollte
Noch hier – Was ich noch singen wollte ist das 26. Studioalbum des Sängers und Liedermachers Hannes Wader. Es erschien im Juni 2022 zu seinem 80. Geburtstag.

## Inhalt
Wader beginnt mit einem Zitat aus Brot und Wein von Friedrich Hölderlin. Das erste Lied, Um eine bess’re Welt zu schaffen, ist eine freie Übertragung des griechischen Sto perigiali to kryfo (dt. An der geheimen Meeresküste) von Giorgos Seferis mit der Musik von Mikis Theodorakis, zu dessen Tod er im Begleitheft einen Nachruf schreibt. In Novembertag vertont Wader ein Gedicht von Amanda Hose, seiner verstorbenen Großmutter. Mit dem Volkslied Es dunkelt schon in der Heide verbindet er Kindheitserinnerungen – aus dessen ersten Versen entwickelt er sein eigens Lied Es ist vorbei. Gemeinsam mit Reinhard Mey nahm er Le Temps des cerises auf, wie es zu dieser Zusammenarbeit kam, zeigt der abgedruckte Mailverkehr, ergänzt durch eine deutsche Übersetzung. In Vorm Bahnhof verwendet er Zitate von Karl Marx, um Probleme der Gegenwart zu kritisieren. In stiller Nacht ist ein von Johannes Brahms vertontes Gedicht von Friedrich Spee von Langenfeld. Bei Alte Melodie versieht Wader ein Lied, dessen Text und Komponist ihm unbekannt ist, mit einem Text. Die Ballade Klaas der Storch erzählt die Geschichte eines Storches, der mit Silvesterraketen beschossen und durch ein Windrad getötet wurde. Herr Aage (dänische Aussprache Aue) ist das Lied über einen Ritter, der auch nach seinem Tod noch in die Welt reitet. Während des Golfkrieges 2003 schrieb Wader das Lied Krieg ist Krieg, das für alle „vergangenen, gegenwärtigen und zukünftigen Kriege“ gilt. In Schlimme Träume schildert er seine Ängste der gegenwärtigen Zeit. Lob des Winters ist eine Version seines Freundes Christof Stählin, der ein Bachlied mit einem Text von Johann Christian Günther verbunden hatte. Das irische Lied Once I Had a Sweethart von Turlough O’Carolan versieht Wader mit dem Text Es will meine Liebste. Waders Freund Manfred Hausin widmete ihm das Gedicht Noch hier und regte ihn an, es zu vertonen und es zum Albumtitel zu machen. Mit der Rezitation An die Parzen von Hölderlin schließt das Album.

## Titelliste
1. Die Nacht (Hölderlin) – 0:43
2. Um eine bess’re Welt zu schaffen (Mikis Theodorakis / Giorgos Seferis) – 3:10
3. Novembertag (Text: Amanda Hose) – 2:53
4. Es dunkelt schon in der Heide – 3:05
5. Es ist vorbei – 4:45
6. Le Temps des cerises (Antoine Renard / Jean-Baptiste Clément) (mit Reinhard Mey) – 4:01
7. Vorm Bahnhof – 6:57
8. In stiller Nacht (Johannes Brahms / Friedrich Spee von Langenfeld) – 1:55
9. Alte Melodie – 3:46
10. Plaisir d’amour (Jean-Paul-Égide Martini / Jean-Pierre Claris de Florian) – 2:59
11. Klaas der Storch – 7:46
12. Herr Aage (Ernst Duis / Moritz Hartmann) – 3:31
13. Krieg ist Krieg – 1:43
14. Schlimme Träume – 6:18
15. Lob des Winters (Johann Sebastian Bach / Johann Christian Günther) – 4:17
16. Es will meine Liebste (Once I Had a Sweethart) (Turlough O’Carolan) – 3:42
17. Noch hier (Text: Manfred Hausin) – 4:42
18. An die Parzen (Hölderlin) – 1:05

## Produktion
Aufnahme und Produktion übernahm Günter Pauler, die Studio-Assistenz lag bei Inés Breuer, das Premastering bei Hans-Jörg Maucksch. Das Foto der Titelseite stammt von Manfred Poller, die Studio-Fotos und die Gestaltung von Emre Meydan. Das Album ist eine Hybrid-Ausgabe, die neben der CD-Version ein höher aufgelöstes SACD-Signal enthält.

## Rezeption
Die Frankfurter Allgemeine Zeitung nannte das Alterswerk eine „Lebens- und Werkschau“. Marc Liese würdigte sein dichterisches Werk anlässlich seines 80. Geburtstages mit einer Rezitation aller Liedtexte aus Waders Feder. „Es zeigt sich, dass die Lyrik, wunderbar vorgetragen, auch ohne Musik erstaunlich gut funktioniert“, schrieb die Fachzeitschrift Folker.
Noch hier – Was ich noch singen wollte erreichte in den Albumcharts die höchste Platzierung eines Studioalbums von Hannes Wader.

## Quelle
- Booklet Hannes Wader: Noch hier – Was ich noch singen wollte (mit allen Texten)